# Пршеров (округ)
Пршеров (чеськ. Okres Přerov) — адміністративно-територіальна одиниця в Оломоуцькому краї Чеської Республіки. Адміністративний центр — місто Пршеров. Площа округу — 884 кв. км., населення становить 131 228 осіб.
До округу входить 104 муніципалітетів, з котрих 6 — міста.